# Бэтмен: Под красным колпаком
«Бэтмен: Под красным колпаком» (англ. Batman: Under the Red Hood) — мультипликационный фильм, основанный на комиксах о Бэтмене и выпущенный сразу на видео в 2010 году компанией Warner Bros. Animation. Он является восьмым мультфильмом, входящим в состав серии Оригинальных анимационных фильмов вселенной DC. Основан на комиксах.
Специальное издание, выпущенное на Blu-ray, включает короткометражный мультфильм о Джоне Хэксе.
В 2020 году был выпущен мультфильм «Бэтмен: Смерть в семье», основанный на одноимённом комиксе и продолжающий этот мультфильм.

## Сюжет
Ра'с аль Гул заключает сделку с Джокером о террористическом акте в Сараево, но вскоре жалеет об этом. Джокер захватывает Джейсона Тодда, второго Робина. Джокер пытает его, избивая его ломом до полусмерти на заброшенном складе, и, переломав кости, оставляет его умирать, перед этим сказав Робину, чтобы «передавал Бэтмену „привет“». Через некоторое время Робин приходит в себя и с трудом добирается до запертой двери, после чего замечает бомбу, таймер на которой отсчитывает последние 10 секунд. Бэтмен спешивший на подмогу на Бэтцикле подъезжает прямо перед взрывом, но не успевает спасти своего напарника, и лишь находит его тело.
Спустя 5 лет в Готэм-сити некий Красный Колпак организовывает собрание влиятельных бандитов и наркодилеров, предлагая им сбывать наркотики и оружие через себя (под страхом смерти запретив продажу наркотиков детям), и взамен за 40 % прибыли он гарантирует им полную защиту как от Чёрной Маски, так и от Бэтмена. Преступники сначала не доверяют ему, но получив от него сумку с головами своих подручных, собранных за 2 часа, соглашаются на это предложение.
В доках Бэтмен преследует фургон с преступниками, перевозившими кибернетического андроида Амейзо с возможностями сверхчеловека. Во время схватки к Бэтмену присоединяется его напарник Найтвинг, и вместе они побеждают эту машину. После схватки Бэтмен продолжает допрашивать преступников, и один из них успевает сказать, что они работают на «Красного Колпака», после чего все преступники погибают от выстрелов Колпака, использующего снайперскую винтовку. Бэтмен видит его в бинокль и отправляется в погоню на бэтплане, преследование приводит его на фабрику, где он когда-то столкнулся с первым Красным Колпаком, который упал в чан с химикатами и превратился в Джокера. Новый Красный Колпак появляется на одном из помостов и напоминает Бэтмену об этом случае, после чего он выстрелил в машину, устроив взрыв и пожар на фабрике. Бэтмен спасается, но теряет его след.
Позже, в убежище, Бэтмен с Найтвингом расследуют, кто это мог быть, и отправляются в психиатрическую больницу Аркхэм, чтобы допросить Джокера, но тот не знает, кто это.
В своей штаб-квартире Чёрная Маска злится из-за уничтожения Амейзо и приказывает уничтожить Красного колпака. После этого один из его подручных говорит о поставке партии оружия, всё это с помощью жучков слышали и Бэтмен, и Красный Колпак. Последний захватывает вертолёт с грузом, но Бэтмен и Найтвинг выводят технику из строя, вследствие чего он начинает падать, и Красный Колпак специально направляет его на оживлённую улицу, чтобы отвлечь Бэтмена. Бэтмен ловит вертолёт на тросы, и они с Найтвингом устремляются в погоню за колпаком. Найтвинг замечает, что Красный Колпак отлично двигается и уворачивается от всех приспособлений и ловушек Бэтмена. Погоня приводит их на железнодорожную станцию, где Красный Колпак временно оглушает героев с помощью взрывчатки и скрывается на мотоцикле.
В убежище, Бэтмен и Найтвинг детально изучают запись погони. Они замечают, что навыки, методы и арсенал сопоставимы с их собственными, если не учитывать тот факт, что Красный Колпак ради достижения цели убивает тех, кто стоит у него на пути. Через некоторое время Найтвинг, сломавший ногу на железнодорожной станции, отправляется домой в сопровождении Альфреда, а Брюс остаётся дальше исследовать погоню. Он вычленяет фразу, сказанную Колпаком перед уходом, которую Бэтмен не расслышал до конца из-за проезжающего мимо поезда. И он с ужасом узнаёт, что Красный Колпак знает его настоящее имя («Ты потерял хватку, Брюс»). Бэтмен вспоминает Джейсона, которого он научил приёму, с помощью которого можно разрезать верёвку в момент, когда она ещё не затянулась (во время погони Красный Колпак использовал этот же приём, когда Бэтмен пытался поймать его тросом). Он вспомнил, что Джейсон рос талантливым и ловким, но с возрастом он становился всё более жестоким.
Чёрная Маска заставляет своих подручных устроить ловушку, схватив одного из работающих на Колпака наркодилеров. После расправы над бандитами, на того нападает элитная группировка наёмников «The Fearsome Hand of Four», и они, казалось, победили Колпака, но он специально тянул время для того, чтобы в бой вмешался Бэтмен. Объединившись против общего врага, они побеждают наёмников, но после боя Колпак убивает одного из убийц электрошокером. Бэтмен не доволен методами Колпака, и утверждает, что не следует убивать их, но Красный Колпак не соглашается с ним, объясняя свою точку зрения тем, что преступность невозможно остановить — её можно лишь контролировать. Бэтмен предлагает Красному Колпаку помощь, но последний, немного колебаясь, отвечает, что уже слишком поздно, и, использовав дымовую завесу, скрывается. Бэтмен обнаруживает на одном из мечей наёмников кровь Красного колпака, и сравнив её с образцом крови Джейсона, окончательно убеждается, что Красный Колпак и Джейсон Тодд — один и тот же человек.
В штаб-квартире Чёрная Маска узнаёт, что груз был уничтожен Красным Колпаком. Придя в ярость и избив своих телохранителей, он подходит к окну и замечает красную точку от лазерного прицела Красного Колпака, наведённого на него. Тот, иронично заметив, что Чёрная Маска может бежать, когда захочет, стреляет гранатомётом в офис, и едва не погибнувший бандит решает обратиться за помощью к Джокеру.
Тем временем, в поместье Уэйнов, Брюс и Альфред раскапывают могилу Джейсона и видят, что вместо тела там всего лишь качественно сделанная кукла из латекса. Бэтмен отправляется к тому, кто сделал это — Ра'с аль Гулу. Тот рассказывает, что 5 лет назад он нанял Джокера для того, чтобы тот отвлёк Бэтмена в Боснии, в то время, как Ра’с будет разрушать экономику в Европе. Чувствуя вину за смерть Джейсона и за то, что он связался с психопатом, Ра’с попытался исправить свою ошибку, опустив тело Джейсона в колодец Лазаря (по преданию, колодец не только излечивает раны и молодит, но и способен оживлять), с помощью которого он сам живёт уже более шести веков, но он не знал о последствиях погружения мертвеца. Джейсон ожил, но, обезумев, убил троих помощников Ра’са и сбежал.
По пути в Готэм, Бэтмен узнаёт, что Джокер похитил восьмерых преступных боссов, находящихся под защитой Красного колпака, а также Чёрную Маску и его секретаршу. Психопат собирался поджечь их, заперев в прицепе грузовика и облив бензином, но зажигалка не срабатывает. В это время объявился Красный Колпак, которому плевать на преступников: он объяснил, что его план заключался в доведении Чёрной Маски до отчаяния, чтобы тот обратился за помощью к Джокеру и освободил его из больницы, тем самым давая Колпаку шанс лично убить его. Зажигалка Джокера даёт огонь, и он кидает её в грузовик. Преступники на секунду воспламеняются, но тут подлетает Бэтмен и успевает затушить пламя. Затем он возвращается и хватает Джокера с помощью крюка, но Красный Колпак перехватывает его, перерезает канат, и они с Джокером падают в воду. Бэтмен обследует поверхность воды, стараясь найти их, но Красный Колпак по рации сообщает, что Джокер у него, и приглашает его в «Переулок Преступлений», чтобы покончить с этим делом.
Красный Колпак приводит Джокера в старую квартиру и начинает пытать его, избивая его ломом точно так же, как в своё время это сделал с ним сам Джокер, при этом последний не может понять, кто скрывается под маской Красного Колпака. Бэтмен, прилетев в Переулок Преступников, вспоминает, как встретил тут Джейсона, снявшего колёса с его Бэтмобиля. Воспоминания прерывает Красный Колпак, появившийся сзади. Во время боя он сначала срезает с Бэтмена пояс с боевыми принадлежностями, потом срывает с него маску. После этого он снимает свой шлем и предстаёт перед Бэтменом в старой маске Робина. Бэтмен снова предлагает ему помощь, но Джейсон вновь начинает драку. Бой приводит их в квартиру, где недавно Джейсон избивал Джокера. Бэтмен говорит, что всегда пытался и сейчас пытается помочь Джейсону, но тот говорит, что дело не в том, что Бэтмен не смог спасти Джейсона, так как сам Джейсон простил Бэтмена за это, а в том, что его бывший наставник не отомстил убийце и лишь отправил его в Аркхэм, после чего выбивает дверь, за которой сидел связанный и сильно избитый Джокер. После беседы Джейсон кидает Бэтмену один из своих пистолетов и даёт выбор, в кого выстрелить: в него или в Джокера. Бэтмен бросает пистолет, разворачивается и уходит. Джейсон в ярости стреляет в него, но герой уворачивается от пули и кидает бэтаранг в пистолет, тот взрывается и ранит Джейсону руку. Джейсон достаёт пульт и активирует взрывчатку, которая сдетонирует через 20 секунд. Бэтмен пытается подбежать к взрывчатке и обезвредить её, но его хватает Джокер, кричащий, что хочет, чтобы все получили по заслугам и чтобы Бэтмен «не портил игру». Бэтмен вырывается из рук психопата и хватает Джейсона, но не успевает выбраться из здания до взрыва. Выбравшись из-под обломков после взрыва, он пытается найти Джейсона, но находит лишь смеющегося Джокера.
Джокер был возвращён в Аркхэм, Чёрная Маска освободился под залог в миллион долларов. Бэтмен в своей пещере вновь смотрит на бывший костюм Джейсона, Альфред предлагает убрать его, но Брюс отказывается, поскольку «это ничего не меняет». Он садится в Бэтмобиль и уезжает. Затем показываются воспоминания, как много лет назад Джейсон Тодд впервые надел свой костюм Робина, и впервые отправился в Бэтмобиле патрулировать город со словами: «лучший день в моей жизни».

## Актёры и персонажи
- Брюс Гринвуд — Бэтмен/Брюс Уэйн — супергерой, использующий ум, технику и свои физические способности в борьбе с преступностью. В начале фильма теряет своего напарника Робина, о чём так сильно сожалеет, что даже не замечает подмену тела качественной копией из латекса. Предпочитает не убивать преступников, а отправлять их в психиатрическую больницу Аркхэм. Имеет напарника Найтвинга, но чаще предпочитает работать один, чтобы не подвергать его опасности.
- Дженсен Эклс — Робин/Джейсон Тодд/Красный колпак — помощник Бэтмена, позднее ставший его врагом. Бэтмен взял Джейсона под свою опеку ещё мальчиком, когда тот скручивал колёса с бэтмобиля в Переулке Преступников. Джейсон был очень талантлив. Погиб вследствие взрыва, устроенного Джокером, но был оживлён Ра’с аль Гулом в качестве компенсации Бэтмену. Через несколько лет после своего оживления взял под контроль большинство криминальных боссов, ранее работавших на Чёрную Маску. Его главная цель после оживления — освободить Джокера из психиатрической больницы Аркхэм чтобы отомстить ему за всё. Простил Бэтмена за то, что тот не смог спасти его от смерти, но не может смириться с мыслью, что такой подонок, как Джокер, несмотря на всё зло, что он делал, по-прежнему жив.
- Нил Патрик Харрис — Найтвинг/Дик Грейсон — супергерой, бывший (первый) Робин, позднее отказавшийся от роли напарника и ставший отдельным героем. Хоть он больше и не постоянный напарник Бэтмена, они часто работают вместе. Как и Бэтмен, полагается на физическую подготовку и арсенал, а также не одобряет чрезмерное насилие.
- Джон Димаджио — Джокер — безумный злодей с внешностью клоуна. Был первым Красным колпаком, но, во время стычки с Бэтменом, свалился в котёл с химикатами, и с тех пор у него на лице навечно застыла улыбка. Много раз за свою жизнь избегал смерти. После убийства в Сараево Джейсона, возвращается в психиатрическую больницу Аркхэм, но, через несколько лет, выходит оттуда с помощью Чёрной Маски, который хотел нанять его для убийства Красного колпака. Выживает после взрыва, устроенного Красным колпаком, и вновь возвращается в Аркхэм.
- Джейсон Айзекс — Ра'с аль Гул — злодей, живущий уже шестой век и черпающий жизненные силы из колодца Лазаря. В своих криминальных делах старается обходиться без лишних жертв. Чтобы развалить экономику в Европе без вмешательства Бэтмена, идёт на сделку с Джокером, который должен отвлекать героев в Сараево. Но он не хотел смерти напарника Бэтмена, поэтому он заменяет тело Робина и опускает настоящее тело в колодец Лазаря. Джейсон оттуда сбегает, и Ра’с аль Гул разыскивает его несколько месяцев.
- Уэйд Уильямс — Роман Сионис/Чёрная Маска — один из крупнейших криминальных боссов, глава многих группировок. Очень богат и влиятелен. Носит маску в виде чёрного черепа, за что и получил своё прозвище. После того, как Красный колпак отбил у него почти весь криминальный бизнес, он, в отчаянии идёт на сделку с Джокером. Злодей подставляет Маску и почти убивает, когда поджигает его и несколько других криминальных авторитетов, но Бэтмен успевает потушить огонь. Попадает в тюрьму, но вскоре освобождается оттуда, оставив залог в миллион долларов.

## Саундтрек
Слова и музыка всех песен — Кристофер Дрейк.
| №                   | Название                  | Длительность |
| ------------------- | ------------------------- | ------------ |
| 1.                  | «A Death in the Family»   | 4:51         |
| 2.                  | «Main Titles»             | 2:43         |
| 3.                  | «Mob Boss Meeting»        | 1:47         |
| 4.                  | «Amazo»                   | 4:21         |
| 5.                  | «Batwing»                 | 3:15         |
| 6.                  | «Batmobile To Arkham»     | 0:50         |
| 7.                  | «Interrogation»           | 1:19         |
| 8.                  | «Rooftop Chase»           | 4:21         |
| 9.                  | «Flashback»               | 2:19         |
| 10.                 | «Black Mask Strikes Back» | 1:17         |
| 11.                 | «Techno Ninjas»           | 5:41         |
| 12.                 | «Break Out»               | 2:14         |
| 13.                 | «Deal With The Devil»     | 0:48         |
| 14.                 | «Ra's Story»              | 5:47         |
| 15.                 | «The Bridge»              | 5:12         |
| 16.                 | «Final Confrontation»     | 4:44         |
| 17.                 | «The Choice»              | 2:16         |
| 18.                 | «End Titles»              | 3:34         |
| Общая длительность: | Общая длительность:       | 57:27        |

## Витрина DC: Джона Хекс
Специальное издание, выпущенное на Blu-ray дисках 9 ноября 2010 года, помимо самого мультфильма, включает короткометражный мультфильм в стиле вестерн, повествующий о Джоне Хексе — охотнике за головами на Диком Западе. Роли озвучили Томас Джейн, Линда Хэмилтон и Майкл Рукер.

## Отзывы и продажи
На сайте-агрегаторе рецензий Rotten Tomatoes мультфильм имеет рейтинг 100 % со средней оценкой 7,3 из 10 на основе 7 отзывов. Синди Уйат из IGN поставила картине 8 баллов из 10 и похвалила режиссёра. Кофи Оутлау из Screen Rant назвал мультфильм одним из лучших о Бэтмене за последнее время. Адам Тайнер из DVD Talk похвалил дизайн персонажей. Рецензент из Pop Schmear дал мультфильму 4,5 звёзд из 5 и написал, что «DC Comics и Warner Bros. Animation превзошли самих себя».
Мультфильм принёс почти 12,4 миллиона долларов с продаж на DVD и Blu-ray.